# Domenicangela Lina Unali
Domenicangela Lina Unali (Roma, 1936) es una escritora italiana y profesora universitaria en la Universidad de Roma Tor Vergata

## Biografía
Nacida en Roma el 18 de noviembre de 1936, sus padres vinieron desde aquella parte del nor-este de Cerdeña conocida como Logudoro. Sus antepasados del lado materno, nombrados Morla  (como lo muestran los registros de la parroquia italiana de Bortigali), han sido por lo menos desde 1680, originarios de familias de Mallorca, allí trasladados.
Escribió una monografía sobre el General Tomás de Morla y Pacheco. También es autora de un libro sobre el vocabulario logudorés-italiano, publicado por Babylon.
Lina Unali es profesora de literatura inglesa en la Universidad de Roma "Tor Vergata" (desde 1983), a través de sus escritos, sus enseñanzas y sus numerosas intervenciones en varios lugares académicos, fundó una nueva área de investigación sobre las relaciones entre Asia y Occidente.
A través de su ensayo "Travelling across Culture" (Viajando a través de las Culturas), Eulalia C. Piñero Gil, de la Universidad Autónoma de Madrid, citando a Unali en el año 2000, la define como americanista y sinologa. Lina Unali Domenicangela durante muchos años ha combinado la investigación científica con una valiosa actividad de poeta y escritora. Cuando salió de su primera obra de ficción, La Sardegna del desiderio, Maria Giacobbe escribió que aquel tipo de narrativa, que se abrió con el multiculturalismo, sería a partir de ella un modelo para afianzarse.
Ha obtenido muchos premios literarios en Italia, cómo el Premio Nacional "Alghero Donna" por obras de narrativa en 1995, el Premio "Parola di Donna" por obras de poesía en 2002 y el mismo premio en el 2003 por obras de narrativa.
Cagliari. Por fin, una Mención especial en el Premio Letterario Fernando Pilia, por ensayos críticos en 2013.
El libro publicado recientemente The West in Asia and Asia in the West: Essays on Transnational Interactions aparece como un homenaje a los logros profesionales y académicos de la estudiosa.

## Obras Críticas
- La Poesia di William Carlos Williams, Edizioni di Storia e Letteratura, Roma, 1970 ISBN 9788884985484
- Rivoluzioni a Harvard, capitoli della storia culturale della Nuova Inghilterra, La Nuova Italia, Firenze, 1977, ASIN B00C7OS108
- "Italy, France and Spain in Paterson by William Carlos Williams" in Cross-Cultural Studies, American, Canadian and European Literatures: 1945-1985, a cura di Mirko Jurak, University of Ljiubliana, Ljiubliana, 1988
- Stella d'India, Temi imperiali e rappresentazioni dell'India, edizioni di Storia e Letteratura 1993, ISBN 978-88-272-0288-9
- "Conferma del mito shakespeariano in The Herbal Bed di Peter Whelan", in Mitos, Actas del VII Congreso Internacional de la Asociacioón Española de Semiótica, editado por Túa Blesa, Universidad de Zaragoza, Zaragoza, 1998
- “Americanization and hybridization in The hundred secret senses by Amy Tan” in Amy Tan, a cura e con introduzione di Harold Bloom, Bloom’s Literary Criticism, Chelsea House, New York, 2009, pp. 113-120
- Rapporto sulla Cina, Editori Riuniti University Press, Roma, 2013, ISBN 978-88-6473-096-7
- William Shakespeare amidst Monarchs, Revolutions and Actors, Lago Sole Luna,  c.2019   ISBN 978-88-87332-20-9

## Obras de narrativa
- Il seme dell’Acero, Esperienze della Sardegna, Carìa, Cagliari, 1977
- La Sardegna del desiderio, Ripostes, Roma, Salerno, 1991
- Viaggio a Istanbul, Volume 36 di Biblioteca di Babele, Editrice Democratica Sarda, 2009, ISBN	8860251044
- General Andaluz. Una historia de Cerdeña y España, Edes, Sassari, 2011, ISBN 978-88-6025-198-5
- My Digital Talk Story (Kindle Edition), ISBN 978-88-359-6104-8

## Poesías
- "Sartiglia", Testo in gaelico della poesia “Sartiglia” pubblicato nella rivista dublinese Agus, n. 24, 1984
- Sarde poesie della mente, Lago del sole e della luna, Roma, 2008, ISBN 88-87332-13-4
- Winter in Pearl Street (Kindle Edition), ISBN 978-88-359-6104-8
- Tropismi di persona, in Joran, Aletti Editore, 2015, ISBN 978-88-591-2571-6
- La grande pioggia e il fiume, EDES, 2017, ISBN 978-88-6025-406-1